# Luis Valdez Farías
Luis Alberto Valdez Farías, né le 4 février 1979 dans le district de Bellavista (province de Sullana), est un avocat et homme politique péruvien. 
Il est membre du Congrès représentant La Libertad pour le mandat 2020-2021 et appartient au parti de l'Alliance pour le progrès (APP).

## Biographie
Valdez Farías devient gouverneur de La Libertad en 2015, succédant à César Acuña, qui démissionne de ce poste afin de se présenter aux élections générales péruviennes de 2016 en tant que candidat à la présidence du Pérou. Il a donc occupé la fonction de gouverneur pendant toute la période 2015-2018.
Élu au Parlement péruvien lors des élections législatives de 2020, Valdez Farías devient président du Congrès par intérim du 10 au 15 novembre 2020, à la suite de la succession constitutionnelle de Manuel Merino à la présidence du Pérou. Sous Merino, il a été premier vice-président du Congrès. Au niveau de son affiliation politique, il est secrétaire général de l'Alliance pour le progrès depuis octobre 2019.